# Александър Кокорин
Александър Кокорин е руски футболист, нападател на Арис.

## Кариера
Като юноша играе за Локомотив (Москва). В началото на 2008 г. подписва професионален договор с Динамо (Москва). Кариерата на Кокорин стартира ударно като той отбелязва гол още в дебюта си. Това се случва в 24 кръг в мач срещу Сатурн, а тогава Александър е на 17 години и 199 дни. Три кръга по-късно отбелязва още едно попадение и към края на сезона се превръща в титуляр за Динамо. През 2009 участва в 24 мача и отново отбелязва 2 гола. Участва и в европейските клубни турнири, където отбелязва 1 гол. В следващата година в отбора пристигат Кевин Курани и Андрий Воронин, а формата на Кокорин пада. За 24 мача той не вкарва нито един гол и е определен като едно от главните разочарования на сезона. В сезон 2011/12 отбелязва 5 гола и е избран за най-добър млад играч в Русия за 2011 година. През октомври 2011 дебютира за националния отбор на Русия в контрола с Гърция. През 2012 участва на европейското първенство в Полша и Украйна, но Русия отпада още в групата.
През сезон 2012/13, въпреки неубедителното цялостно представяне на Динамо, Кокорин е един от лидерите на отбора и отбелязва 10 гола в първенството и 3 попадения в 3 мача в Лига Европа. На 11 септември 2012 г. вкарва първия си гол за националния отбор на Русия, а на 6 април 2013 отбелязва най-бързия гол в историята на „Сборная“, поразявайки вратата на Люксембург още в 21 секунда. На 3 юли 2013 става част от Анжи. Там Александър остава само един месец, през който не записва нито един мач. След като отборът от Дагестан съкращава мултимилионния си бюджет, Кокорин се завръща в Динамо заедно с Юрий Жирков и Игор Денисов. През септември 2013 г. Кокорин става играч на месеца на Динамо.
През 2016 г., заедно със съотборника си от Динамо Юрий Жирков, преминава в Зенит. В първия си полусезон за „питерци“ вкарва само 2 гола в 10 мача. През 2016/17 Кокорин също е далеч от най-добрата си форма, вкарвайки само 5 гола в 27 двубоя. С идването на Роберто Манчини на треньорския пост на Зенит Александър става водещ реализатор на тима, но в началото на 2018 г. претърпява скъсване на коленни връзки, поради което и пропуска Мондиал 2018.

## Арест и затвор
На 7 октомври 2018 г. Кокорин и халфът на Краснодар Павел Мамаев са обвинени в побой над директора по автомобилна промишленост към Министерството на транспорта Денис Пак и директора на института „НАМИ“ Сергей Гайсин. На 11 октомври футболистите са арестувани и прекарват 6 месеца в Бутирския затвор. През май 2019 г. Кокорин е осъден на година и половина лишаване от свобода.

## Извън футбола
През 2016 г. се снима в епизод от сериала Мутра по заместване.

## Успехи

### Клубни
- Купа на Русия – 2016

### Индивидуални
- Най-добър млад футболист в Русия – 2011
- В списък „33 най-добри“ – № 1 (2012/13, 2013/14)

## Статистика
| Клуб              | Сезон             | Шампионат | Шампионат | Кубпа  | Кубпа  | Евротурнири | Евротурнири | Общо   | Общо   |
| Клуб              | Сезон             | Мачове    | Голове    | Мачове | Голове | Мачове      | Голове      | Мачове | Голове |
| ----------------- | ----------------- | --------- | --------- | ------ | ------ | ----------- | ----------- | ------ | ------ |
| Динамо            | 2008              | 7         | 2         | 0      | 0      | —           | —           | 7      | 2      |
| Динамо            | 2009              | 24        | 2         | 3      | 0      | 4           | 1           | 31     | 3      |
| Динамо            | 2010              | 24        | 0         | 2      | 0      | —           | —           | 26     | 0      |
| Динамо            | 2011/2012         | 37        | 5         | 4      | 2      | —           | —           | 41     | 7      |
| Динамо            | 2012/2013         | 22        | 10        | 1      | 0      | 3           | 3           | 26     | 13     |
| Динамо            | 2013/2014         | 22        | 10        | 1      | 0      | —           | —           | 23     | 10     |
| Динамо            | 2014/2015         | 27        | 8         | 1      | 0      | 11          | 2           | 39     | 10     |
| Динамо            | 2015/2016         | 8         | 4         | 2      | 1      | 0           | 0           | 10     | 5      |
| Динамо            | Обшо              | 171       | 41        | 14     | 3      | 18          | 6           | 203    | 50     |
| Зенит             | 2015/2016         | 10        | 2         | 2      | 1      | 2           | 0           | 14     | 3      |
| Зенит             | 2016/2017         | 27        | 5         | 2      | 1      | 8           | 4           | 38     | 10     |
| Зенит             | 2017/2018         | 21        | 10        | 0      | 0      | 11          | 9           | 32     | 19     |
| Зенит             | Общо              | 58        | 17        | 4      | 2      | 21          | 13          | 84     | 32     |
| За цялата кариера | За цялата кариера | 229       | 58        | 18     | 5      | 39          | 19          | 287    | 82     |